# Natacha Astuto
Natacha Astuto, née le 15 décembre 1974 à Neuchâtel, est une dramaturge suisse.

## Biographie

### Origines et famille
Natacha Astuto naît à Neuchâtel en Suisse, le 15 décembre 1974, de parents immigrés. Sa mère est espagnole et son père italien.
Elle est mariée au metteur en scène Cédric Laubscher et mère de deux enfants.

### Études et parcours professionnel
Titulaire d'un diplôme d’ingénieure en génie mécanique obtenu à Yverdon, dans le canton de Vaud, et d'un master en économie, elle occupe un poste de directrice de logistique au sein d'une entreprise horlogère des Montagnes neuchâteloises.

### Parcours artistique
Elle découvre le théâtre et l’expérience de la scène très jeune.
Elle travaille en tant que comédienne avec des compagnies locales. En 2012, elle cofonde la Compagnie TA58, avec laquelle elle tourne en France, en Belgique, en Italie, au Maroc et au Québec. Elle interprète notamment le rôle-titre de Moi, Ota, rivière d'Hiroshima de Jean-Paul Alègre sous la direction de Cédric Laubscher. Gilles Costaz dit qu'elle « incarne la rivière Ota avec l'éclatante et belle simplicité des figures mythiques ».
Jacques Devenoges, figure du théâtre du canton de Neuchâtel, l'encourage à écrire sa première pièce, qui est jouée en 2005. Plus tard, le texte Le Dernier train fait connaître son écriture en dehors de la Suisse, et ses pièces sont jouées en reprise par d'autres compagnies,. Big Boss gagne un prix d'écriture,. Le Dernier train remporte le Grand Prix du Jury et le Prix du Jury jeune au Festival de Cahors par la Compagnie TA58 dans une mise en scène de Cédric Laubscher et est produite à Los Angeles dans sa version en anglais,. Une adaptation en court-métrage est réalisée par Fiona Victoria Hopkins à Canberra.
Elle est l'invitée de la Singulière rencontre de la FNCTA en 2020, reçue par Jean-Paul Alègre qu'elle retrouve régulièrement, et qui dit de son écriture qu'elle « ouvre la conscience ».
Natacha Astuto puise ses thèmes dans les situations de la vie individuelle et collective moderne. Elle met principalement l'accent sur les relations humaines, souvent inspirée par les histoires de personnes rencontrées. Dans un style simple et réaliste, les dialogues de ses pièces insistent sur les détails de la vie quotidienne de ses personnages, dans le but ultime de transmettre un message profond et catalytique.
Sa pièce Issue de secours reçoit le Prix du Public au Festival des Escholiers dans sa création par la Compagnie TA58 mise en scène par Cédric Laubscher. Sa pièce Cinquième Étage, dans une mise en scène d'Alexandre Zanotti pour La Troupalex, remporte le Premier prix, le Prix du Jury jeune et le Prix d'interprétation féminine collectif au Festival Les Aveyrinades et le Prix du Jury au Festival ThéâtraVallon par la compagnie I Have a Dream, mise en scène par Olivier Courbier.

## Théâtre

### Auteure
- 2005 : Un hôpital pour six francs – 16H/18F – 90 minutes
- 2006 : Big Boss – 2H/2F – 20 minutes
- 2007 : L’Appartement – 3H/4F/1E – 90 minutes – Cahiers Théâtre SSA 2009
- 2009 : Dans une autre vie – 2H/2F – 75 minutes – Éditions Les Mandarines 2017
- 2011 : Le Menteur de Carlo Goldoni, traduction et adaptation – 7H/5F – 120 minutes
- 2012 : Le Dernier Train – 2H/2F – 75 minutes – Éditions Les Mandarines 2014
- 2013 : The Last Train, English (US) – 2M/2W – 75 minutes
- 2014 : Farewell, English (US) – 1W – 10 minutes
- 2014 : Une nuit – 2F – 75 minutes
- 2016 : Issue de secours – 1H/1F – 60 minutes – Lansman Éditeur 2020
- 2017 : Arizona – 4H/3F – 90 minutes – Lansman Éditeur 2018
- 2018 : Angelina – 1F/3H – 75 minutes
- 2019 : Cinquième Étage – 4F – 90 minutes
- 2019 : Frères d’armes – 3H – 80 minutes
- 2021 : On croit qu’on vole – 4F – 90 minutes

### Comédienne
- 2001 : Je veux voir Mioussov de Valentin Kataïev, mise en scène de Jacques Devenoges et Valérie Bourquin, La Mouette
- 2002 : Changement à vue de Loleh Belon, mise en scène de Jacques Reift, La Mouette
- 2004 : L'Éventail de Carlo Goldoni, mise en scène de Jacques Reift, La Mouette
- 2007 : Deux sur la balançoire de William Gibson (adaptation: Jean-Loup Dabadie), mise en scène de Cédric Laubscher, Le Gustave
- 2012 : Le Dernier Train, mise en scène de Cédric Laubscher, Compagnie TA58
- 2015 : Moi, Ota, rivière d'Hiroshima de Jean-Paul Alègre, mise en scène de Cédric Laubscher, Compagnie TA58
- 2019 : Arizona, mise en scène de Cédric Laubscher, Compagnie TA58

## Publications
- Issue de secours, éditions Lansman, 2020
- Arizona, éditions Lansman, 2018
- Dans une autre vie, éditions Les Mandarines, 2017
- Le Dernier Train, éditions Les Mandarines, 2014
- L’Appartement, Cahiers Théâtre SSA, 2009

## Prix et récompenses (écriture)
- 2014: Publication dans Le Persil, concours de piécettes de théâtre Tulalu!? et Poudres d'âmes[9],[10]
- 2014: Prix du Jury jeune au Festival de Cahors pour Le Dernier train par la Compagnie TA58[11]
- 2014: Grand Prix du Jury au Festival de Cahors pour Le Dernier train par la Compagnie TA58[11]
- 2019: Prix du Public au Festival des Escholiers pour Issue de secours par la Compagnie TA58[18]
- 2024: Prix du Jury au Festival ThéâtraVallon pour Cinquième étage par la compagnie I Have a Dream[20]
- 2024: Premier Prix - Sélection Or au Festival Les Aveyrinades pour Cinquième étage par La Troupalex[19]
- 2024: Prix du Jury Jeune au Festival Les Aveyrinades pour Cinquième étage par La Troupalex[19]
- 2024: Prix d'interprétation féminine collectif au Festival Les Aveyrinades pour Cinquième étage par La Troupalex[19]